# لويغي جانديني
لويغي جانديني (بالإيطالية: Luigi Gandini)‏ هو مجدف إيطالي، ولد في 9 يوليو 1928 في فاريزي في إيطاليا، وتوفي في 1987.

## وصلات خارجية
- لويغي جانديني على موقع الاتحاد الدولي للتجديف (الإنجليزية)
- لويغي جانديني على موقع اللجنة الأولمبية الدولية (الإنجليزية)
- لويغي جانديني على موقع أوليمبيديا (الإنجليزية)